# L'Anachorète
Pour plus de détails, voir Fiche technique et Distribution.
L'Anachorète (El anacoreta) est un film franco-espagnol réalisé par Juan Estelrich, sorti en 1977.

## Fiche technique
- Titre original : El anacoreta
- Titre français : L'Anachorète
- Réalisation : Juan Estelrich
- Scénario : Juan Estelrich et Rafael Azcona
- Photographie : Alejandro Ulloa
- Pays d'origine :  Espagne,  France
- Genre : comédie dramatique
- Durée : 108 minutes (1 h 48)
- Date de sortie : 1977

## Distribution
- Fernando Fernán Gómez : Fernando
- Martine Audó : Arabel Lee
- José María Mompín : Augusto
- Charo Soriano : Marisa
- Claude Dauphin : Boswell
- Maribel Ayuso : Clarita
- Eduardo Calvo : Calvo
- Isabel Mestres : Sandra

## Distinctions
- Ours d'argent du meilleur acteur pour Fernando Fernán Gómez lors de la Berlinale 1977.